# Campeonato Mundial de Taekwondo de 2001
El XV Campeonato Mundial de Taekwondo se realizó en la localidad de Jeju (Corea del Sur) entre el 1 y el 7 de noviembre de 2001 bajo la organización de la Federación Mundial de Taekwondo (WTF) y la Asociación Surcoreana de Taekwondo.
En el evento tomaron parte 643 atletas de 90 delegaciones nacionales. Las competiciones se desarrollaron en el Gimnasio Hanra de la localidad surcoreana.

## Medallistas

### Masculino
| Evento | Oro                           | Plata                      | Bronce                                                             |
| ------ | ----------------------------- | -------------------------- | ------------------------------------------------------------------ |
| –54 kg | Choi Yeon-Ho Corea del Sur    | Chu Mu-Yen China Taipéi    | Roberto Cruz · Filipinas · Juan Antonio Ramos · España             |
| –58 kg | Behzad Jodadad Kanyobeh Irán  | Eduord Hegai Uzbekistán    | Seifula Magomedov · Rusia · Kim Dae-Ryoung · Corea del Sur         |
| –62 kg | Kang Nam-Won Corea del Sur    | Peter López Estados Unidos | Kiyoteru Higuchi · Japón · Miguel Toledo · España                  |
| –67 kg | Niyaməddin Paşayev Azerbaiyán | Carlo Molfetta · Italia    | Luis Benítez · República Dominicana · Abdullah Sertçelik · Turquía |
| –72 kg | Steven López Estados Unidos   | Jesper Roesen Dinamarca    | Athanasios Balilis · Grecia · José Luis Ramírez · México           |
| –78 kg | Mamédy Doucara Francia        | Mahmud Napelion · Egipto   | Bekir Aydın · Turquía · Marcin Chorzelewski · Polonia              |
| –84 kg | Bahri Tanrıkulu Turquía       | Mickaël Borot Francia      | Jon García Aguado · España · Kim Kyong-Hun · Corea del Sur         |
| +84 kg | Ferry Greevink · Países Bajos | Hadi Afshar Bakeshlo Irán  | Milorad Kuzmanović · Croacia · Rubén Montesinos Gimeno · España    |

### Femenino
| Evento | Oro                          | Plata                           | Bronce                                                           |
| ------ | ---------------------------- | ------------------------------- | ---------------------------------------------------------------- |
| –47 kg | Kadriye Selimoğlu Turquía    | Kim Soo-Yang Corea del Sur      | Kong Fantao China Dalia María Contreras Venezuela                |
| –51 kg | Lee Hye-Young Corea del Sur  | Brigitte Yagüe Enrique · España | Hung Chia-Chun · China Taipéi · Magdaliní Seirekidu · Grecia     |
| –55 kg | Jung Jae-Eun Corea del Sur   | Gemma Magría · España           | Pamela Agostinelli · Italia · Paola Félix · México               |
| –59 kg | Jang Ji-Won Corea del Sur    | Iridia Salazar Blanco · México  | Zeynep Murat · Turquía · Sonia Reyes Sáez · España               |
| –63 kg | Kim Yeon-Ji Corea del Sur    | Belén Fernández · España        | Muna Benabderrassul · Marruecos · Natália Falavigna · Brasil     |
| –67 kg | Kim Hye-Mi Corea del Sur     | Chang Wan-Chen China Taipéi     | Luisa Arnanz · España · Nina Solheim · Noruega                   |
| –72 kg | Sarah Stevenson Reino Unido  | Chen Zhong China                | Alesia Cherniavskaya · Bielorrusia · Elisávet Mystakidu · Grecia |
| +72 kg | Sin Kyung-Hyen Corea del Sur | Wang I-Hsien China Taipéi       | Mariya Koniajina · Rusia · Mariya Zhuravskaya · Bielorrusia      |

## Medallero
| Núm. | País                 | Oro | Plata | Bronce | Total |
| ---- | -------------------- | --- | ----- | ------ | ----- |
| 1    | Corea del Sur        | 8   | 1     | 2      | 11    |
| 2    | Turquía              | 2   | 0     | 3      | 5     |
| 3    | Estados Unidos       | 1   | 1     | 0      | 1     |
| 3    | Francia              | 1   | 1     | 0      | 1     |
| 3    | Irán                 | 1   | 1     | 0      | 1     |
| 6    | Azerbaiyán           | 1   | 0     | 0      | 1     |
| 6    | Países Bajos         | 1   | 0     | 0      | 1     |
| 6    | Reino Unido          | 1   | 0     | 0      | 1     |
| 9    | España               | 0   | 3     | 6      | 9     |
| 10   | China Taipéi         | 0   | 3     | 1      | 4     |
| 11   | México               | 0   | 1     | 2      | 3     |
| 12   | China                | 0   | 1     | 1      | 2     |
| 12   | Italia               | 0   | 1     | 1      | 2     |
| 14   | Dinamarca            | 0   | 1     | 0      | 1     |
| 14   | Egipto               | 0   | 1     | 0      | 1     |
| 14   | Uzbekistán           | 0   | 1     | 0      | 1     |
| 17   | Grecia               | 0   | 0     | 3      | 3     |
| 18   | Bielorrusia          | 0   | 0     | 2      | 2     |
| 18   | Rusia                | 0   | 0     | 2      | 2     |
| 20   | Brasil               | 0   | 0     | 1      | 1     |
| 20   | Croacia              | 0   | 0     | 1      | 1     |
| 20   | Filipinas            | 0   | 0     | 1      | 1     |
| 20   | Japón                | 0   | 0     | 1      | 1     |
| 20   | Marruecos            | 0   | 0     | 1      | 1     |
| 20   | Noruega              | 0   | 0     | 1      | 1     |
| 20   | Polonia              | 0   | 0     | 1      | 1     |
| 20   | República Dominicana | 0   | 0     | 1      | 1     |
| 20   | Venezuela            | 0   | 0     | 1      | 1     |
|      | TOTAL                | 16  | 16    | 32     | 64    |